# Fougueyrolles
Fougueyrolles är en kommun i departementet Dordogne i regionen Nouvelle-Aquitaine i sydvästra Frankrike. Kommunen ligger i kantonen Vélines som tillhör arrondissementet Bergerac. År 2022 hade Fougueyrolles 454 invånare.

## Befolkningsutveckling
Antalet invånare i kommunen Fougueyrolles
Referens:INSEE